# Bistum Estelí
Das Bistum Estelí (lateinisch Dioecesis Esteliensis, spanisch Diócesis de Estelí) ist ein in Nicaragua gelegenes römisch-katholisches Bistum mit Sitz in Estelí. Es umfasst die drei Departamentos Estelí, Madriz und Nueva Segovia.

## Geschichte
Mit der Apostolischen Konstitution Supremi muneris gründete Papst Johannes XXIII. das Bistum am 17. Dezember 1962 aus Gebietsabtretungen des Bistums León en Nicaragua. 

## Bischöfe von Estelí
- Clemente Carranza y López (12. Januar 1963–7. Februar 1978, gestorben)
- Rubén López Ardón (2. Januar 1979–6. März 1990, zurückgetreten)
- Juan Abelardo Mata Guevara SDB (6. März 1990–6. Juli 2021, zurückgetreten)
  - Sedisvakanz

## Weblinks

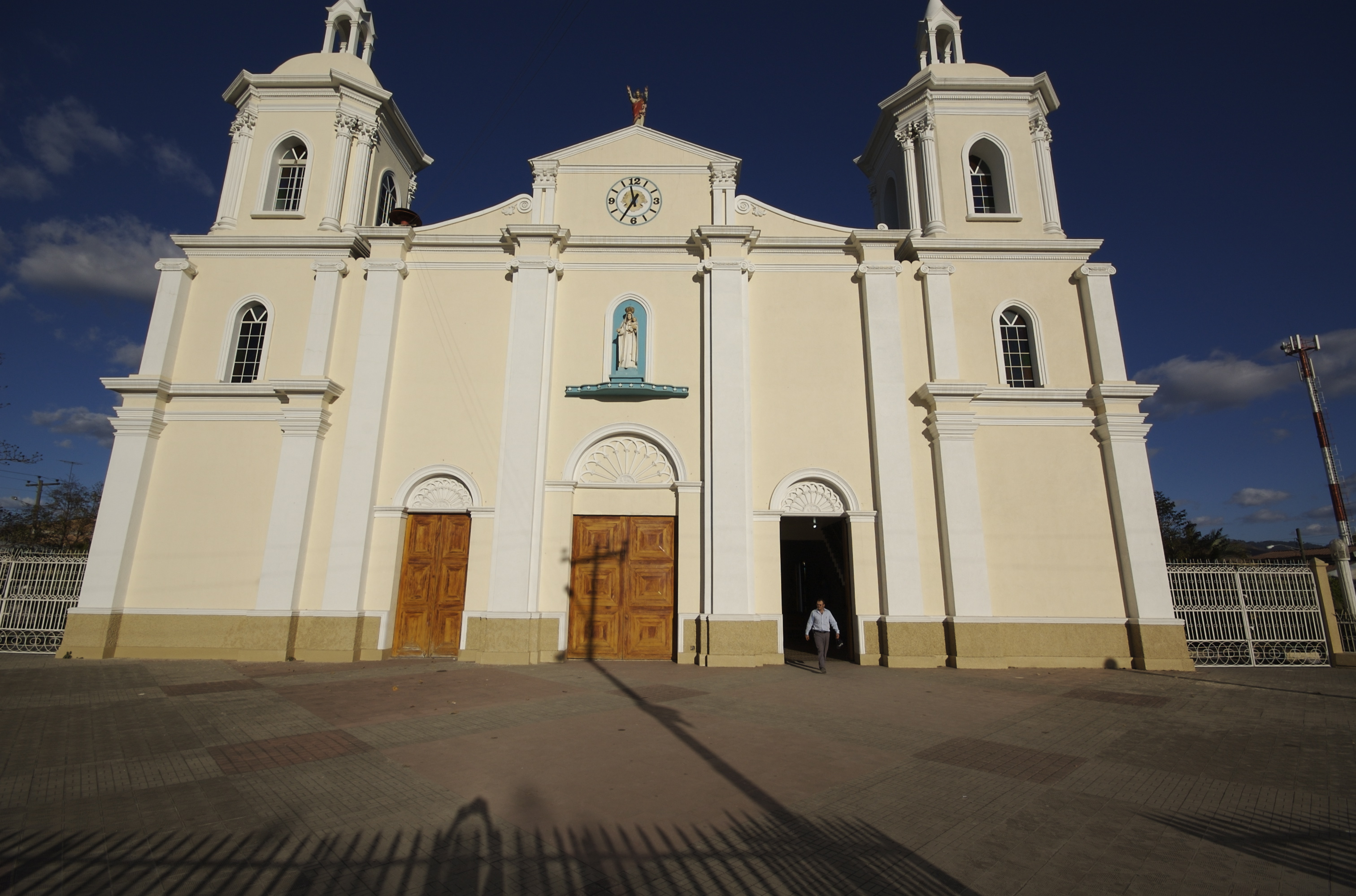
Nuestra Señora del Santísimo Rosario, Kathedrale von Esteli